# Aloe claviflora
Aloe claviflora là một loài thực vật có hoa trong họ Măng tây. Loài này được Burch. mô tả khoa học đầu tiên năm 1822.